# پورت بارینگتون (ایلینوی)
پورت بارینگتون (به انگلیسی: Port Barrington) یک منطقهٔ مسکونی در ایالات متحده آمریکا است که در ایلینوی واقع شده‌است. پورت بارینگتون ۳٫۴۲ کیلومتر مربع مساحت و ۱٬۵۸۴ نفر جمعیت دارد.